# Artemisa (provins)
Provinsen Artemisa er en af Cubas provinser med 502.312(2010) indbyggere. Artemisa er en af de to nye provinser skabt opdeling af den tidligere La Habana-provins, hvis oprettelse blev godkendt af den cubanske nationalforsamling den 1. august 2010, samtidigt med Mayabeque-provinsen. De nye provinser blev etableret 1. januar 2011. Provinsens hovedstad hedder også Artemisa.
Arealmæssigt er den nye provins er kun større end Havana by og Mayabeque, men har flere indbyggere end fire andre cubanske provinser, og er den tætest befolkede, efter Havana og Santiago de Cuba.

## Kommuner
Provinsen er administrativt opdelt i 11 kommuner:
| Kommune                  | km²      | Indbyggere |
| ------------------------ | -------- | ---------- |
| Mariel                   | 270.85   | 44,786     |
| Guanajay                 | 110.26   | 28,750     |
| Caimito                  | 239.4    | 39,304     |
| Bauta                    | 155.13   | 48,024     |
| San Antonio de los Baños | 126.37   | 49,942     |
| Güira de Melena          | 199.22   | 39,821     |
| Alquízar                 | 194.36   | 32,501     |
| Artemisa                 | 688.7    | 82,917     |
| Bahía Honda              | 784.14   | 45,124     |
| Candelaria               | 301.42   | 20,283     |
| San Cristóbal            | 934.4    | 70,940     |
| Total                    | 4,004.27 | 502,392    |

Kilde: Oficina Nacional de Estadísticas 2010